# Rivière Cann
 (octobre 2024).
La rivière Cann est une rivière pérenne située dans le Gippsland oriental de l'État australien de Victoria.

## Cours et description
La rivière Cann prend sa source au sud-ouest de Granite Mountain, dans une région reculée, à la limite est du parc national d'Errinundra, et coule alternativement vers l'est, puis vers le sud, à travers la limite ouest du parc national de Coopracambra et à travers le parc national de Croajingolong, rejoint par dix-sept affluents mineurs avant d'atteindre son embouchure avec le détroit de Bass, à l' inlet de Tamboon, dans le comté d'East Gippsland. La rivière descend de 1080m sur ses 102 kilomètres de long.
La rivière est traversée par le Monaro Highway dans son cours supérieur et par le Princes Highway dans la ville de Cann River.
Le bassin versant de la rivière Cann s'étend sur 1167km2 dont la majorité dans l'État de Victoria, et gérée par l' East Gippsland Catchment Management Authority . Une petite partie du bassin versant se trouve en Nouvelle-Galles du Sud, notamment le sous-bassin versant de Tennyson Creek.